# NGC 347
NGC 347 je galaksija u zviježđu Kit.

## Vanjske poveznice
- SEDS: NGC 347